# Parc Delpha-Sauvé

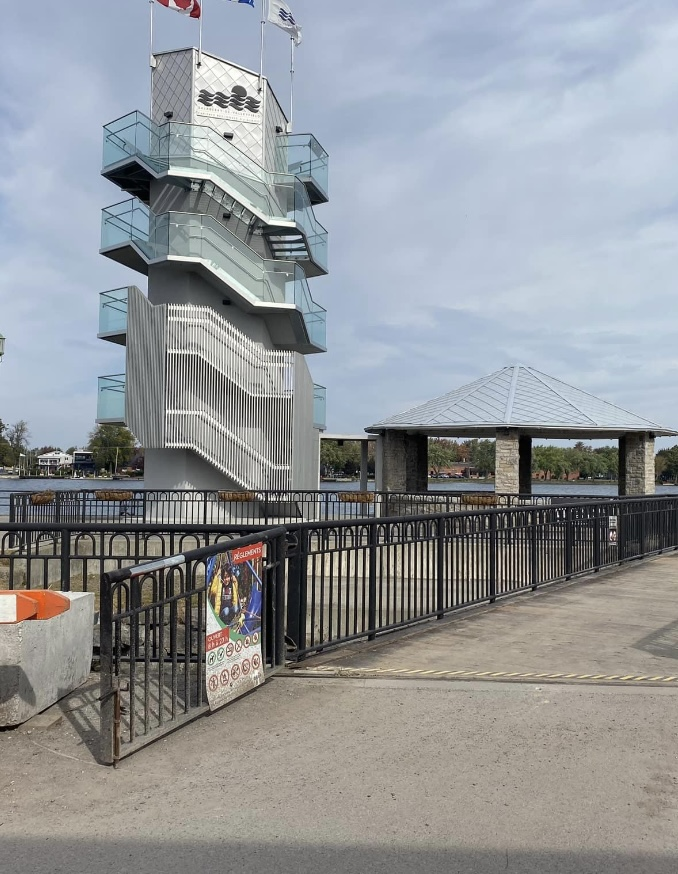
Tour des régates à l’extrémité ouest du parc.

Le parc Delpha-Sauvé est un parc public situé dans le centre-ville de Salaberry-de-Valleyfield. Il a été érigé entre 1842 et 1845 lors du creusement de l’ancien canal de Beauharnois. Le parc se trouve entouré de plan d’eau étant bordé par l’ancien canal de Beauharnois et la baie Saint-François.

## Histoire
Le parc Delpha-Sauvé est érigé lors du creusement de l'ancien canal de Beauharnois vers les années 1845. Il est créé dans les années 1930 par l'architecte Frederick Gage Todd et est inauguré le 31 juillet 1938 par Maurice Duplessis accompagné du député Delpha Sauvé ainsi que du maire J.-Armand Larin.

## Caractéristiques
Le parc est long d’environ 950 mètres et large d’environ 160 mètres à son point le plus élargi. Il contient trois ponts, des quais, un stationnement, une colline, un terrain de baseball, un complexe aquatique extérieur, des modules de jeux, un terrain de tennis ainsi que la tour des régates construite pour les Régates de Valleyfield. L'hiver, des couloirs de glisse y sont installés sur la colline,.
Il est considéré comme un des plus beaux parcs au Canada.